# Diocesi di Kumba
La diocesi di Kumba (in latino: Dioecesis Kumbana) è una sede della Chiesa cattolica in Camerun suffraganea dell'arcidiocesi di Bamenda. Nel 2021 contava 257.650 battezzati su 574.461 abitanti. È retta dal vescovo Agapitus Enuyehnyoh Nfon.

## Territorio
La diocesi comprende per intero i dipartimenti camerunensi di Meme e di Ndian e in parte quello di Koupé-Manengouba.
Sede vescovile è la città di Kumba, dove si trova la cattedrale del Sacro Cuore di Gesù.
Il territorio si estende su 11.431 km² ed è suddiviso in 21 parrocchie.

## Storia
La diocesi è stata eretta da papa Francesco il 15 marzo 2016 con la bolla Qui consiliis divinis, ricavandone il territorio dalla diocesi di Buéa.

## Cronotassi dei vescovi
Si omettono i periodi di sede vacante non superiori ai 2 anni o non storicamente accertati.
- Agapitus Enuyehnyoh Nfon, dal 15 marzo 2016

## Statistiche
La diocesi nel 2021 su una popolazione di 574.461 persone contava 257.650 battezzati, corrispondenti al 44,9% del totale.
| anno | popolazione | popolazione | popolazione | presbiteri | presbiteri | presbiteri | presbiteri                | diaconi | religiosi | religiosi | parrocchie |
| anno | battezzati  | totale      | %           | numero     | secolari   | regolari   | battezzati per presbitero | diaconi | uomini    | donne     | parrocchie |
| ---- | ----------- | ----------- | ----------- | ---------- | ---------- | ---------- | ------------------------- | ------- | --------- | --------- | ---------- |
| 2016 | 205.491     | 562.988     | 36,5        | 41         | 36         | 5          | 5.011                     |         | 5         | 44        | 16         |
| 2019 | 253.300     | 564.561     | 44,9        | 42         | 32         | 10         | 6.030                     |         | 11        | 11        | 25         |
| 2021 | 257.650     | 574.461     | 44,9        | 44         | 36         | 8          | 5.855                     |         | 11        | 23        | 21         |